# Radosław Dzierżykraj-Stokalski
Radosław Dzierżykraj-Stokalski (ur. 3 października?/15 października 1880 w Permie na Uralu, zm. 6 marca 1945 w obozie koncentracyjnym Mittelbau-Dora) – tytularny generał brygady Wojska Polskiego.

## Życiorys
Radosław Dzierżykraj-Stokalski urodził się 15 października 1880 roku w Permie, w ówczesnej guberni permskiej, w rodzinie Euzebiusza, ziemianina, i Ewarysty z Bukojemskich. W latach 1889–1897 był uczniem ośmioklasowego gimnazjum w Taganrogu. Następnie ukończył studia w Zakładzie Agronomicznym w Saratowie.
14 września 1901 roku rozpoczął służbę w Armii Imperium Rosyjskiego, jako elew Oficerskiej Szkoły Piechoty w Petersburgu. W 1904 mianowany na stopień oficerski w korpusie piechoty. Walczył w I wojnie światowej na froncie niemieckim. Kapitan z 1916. W 1917 ukończył kurs wojenny Nikołajewskiej Akademii Sztabu Generalnego i został przydzielony do I Korpusu Polskiego w Rosji. Po kapitulacji Korpusu przeszedł do 4 Dywizji gen. L. Żeligowskiego, gdzie był szefem wydziału operacyjnego. Z 4 Dywizją przybył do Polski.
3 czerwca 1919 roku głównodowodzący Sił Zbrojnych Polskich w byłym zaborze pruskim, generał piechoty Józef Dowbor-Muśnicki przydzielił go do „rozporządzenia Dowództwa Głównego”. W Dowództwie Głównym pełnił służbę na stanowisku zastępcy szefa sztabu. 6 czerwca 1919 roku Komisariat Naczelnej Rady Ludowej, na wniosek głównodowodzącego, przyjął go do Sił Zbrojnych Polskich w byłym zaborze pruskim i mianował majorem piechoty ze starszeństwem, które miało być określone później. 23 czerwca 1919 roku Komisariat Naczelnej Rady Ludowej, na wniosek głównodowodzącego, mianował go podpułkownikiem piechoty ze starszeństwem z dniem 1 czerwca 1917 roku. 15 listopada 1919 roku został zastępcą szefa sztabu Dowództwa Frontu Wielkopolskiego. Na tym stanowisku 11 czerwca 1920 roku został zatwierdzony przez Naczelnego Wodza marszałka Polski Józefa Piłsudskiego z dniem 1 kwietnia 1920 roku w stopniu podpułkownika Sztabu Generalnego, w piechocie, w grupie oficerów „byłych Korpusów Wschodnich i byłej armii rosyjskiej”.
Na początku lipca 1920 roku został Okręgowym Inspektorem Artylerii w Dowództwie Okręgu Generalnego „Kielce” w Kielcach. Od 15 lipca do 12 września 1920 roku pełnił służbę na stanowisku Okręgowego Inspektora Armii Ochotniczej przy DOGen. „Kielce”. Równocześnie kierował Działem Wojskowym Sztabu Wojskowego Gubernatorstwa Warszawy w czasie bitwy warszawskiej. Od 1 czerwca 1921 roku jego oddziałem macierzystym, jako oficera Sztabu Generalnego, był Oddział V Sztabu Ministerstwa Spraw Wojskowych w Warszawie. W 1921 zastępca szefa sztabu Dowództwa Okręgu Korpusu Nr X w Przemyślu. W latach 1921–1922 był słuchaczem I Kursu Doszkolenia Wyższej Szkoły Wojennej w Warszawie. 3 maja 1922 roku został zweryfikowany w stopniu podpułkownika ze starszeństwem z dniem 1 czerwca 1919 roku i 47. lokatą w korpusie oficerów piechoty. 16 września 1922 roku Minister Spraw Wojskowych, na wniosek dowódcy Wyższej Szkoły Wojennej, przyznał mu „po pomyślnym ukończeniu studiów pełne kwalifikacje do pełnienia służby na stanowiskach Sztabu Generalnego i przydzielił” do 17 pułku piechoty w Rzeszowie na stanowisko dowódcy pułku. 
W grudniu tego samego roku został pełniącym obowiązki dowódcy 76 pułku piechoty w Grodnie. 31 marca 1924 roku awansował na pułkownika ze starszeństwem z dniem 1 lipca 1923 roku i 10. lokatą w korpusie oficerów piechoty. W kwietniu 1924 został przydzielony do  sztabu Dowództwa Okręgu Korpusu Nr III w Grodnie na stanowisko szefa sztabu, pozostając w ewidencji 76 pułku piechoty. 14 października 1926 roku został wyznaczony na stanowisko dowódcy piechoty dywizyjnej 20 Dywizji Piechoty w garnizonie Baranowicze. 9 października 1928 roku Prezydent RP mianował go dowódcą 17 Dywizji Piechoty w Gnieźnie. 15 stycznia 1930 roku został „zwolniony ze stanowiska dowódcy 17 DP z zachowaniem dotychczasowego dodatku służbowego”. Z dniem 31 października 1930 roku został przeniesiony w stan spoczynku wyłącznie z prawem do tytułu generała brygady. Osiadł w Kowlu.
W czasie okupacji działał w Narodowej Organizacji Wojskowej. Ostatni komendant Obwodu Warszawskiego. 8 czerwca 1944 roku wraz z 15 letnim pasierbem Jerzym Staniszewskim został aresztowany i osadzony na Pawiaku. Jerzy został wkrótce rozstrzelany, a generał 30 lipca 1944 przewieziony do Groß-Rosen. W marcu 1945 przeniesiony został do obozu koncentracyjnego w Dora w górach Harzu. Tam zmarł 6 marca 1945 roku w następstwie tortur i głodu.

## Ordery i odznaczenia
- Złoty Krzyż Zasługi (10 listopada 1928)[21]
- Odznaka Pamiątkowa I Korpusu Polskiego w Rosji[22]